# * (haploskupina)
Haploskupina Y-DNA a mtDNA se označují písmeny velké abecedy. Je-li výsledkem genealogického testu DNA haploskupina doplněná hvězdičkou (*), znamená to, že testovaná osoba patří do dosud neznámé podskupiny dané haploskupiny. Typicky jde o případy, kdy vzorek neobsahuje žádnou z dosud známých mutací.
Například nositel haploskupiny R (Y-DNA) může patřit do podskupiny R1 (charakterizované markerem M173) nebo R2 (M124). Osoba bez obou mutací je zařazena do skupiny R*.